# Serge Trinchero
Serge Trinchero (Biella, 27 augustus 1949) is een Zwitsers voormalig voetballer die speelde als middenvelder.

## Carrière
Trinchero maakte zijn profdebuut voor FC Sion en speelde bij de club van 1968 tot 1977. Hij werd met hen kampioen in 1970 in de Challenge League en won de beker in 1974. Hij verhuisde in 1977 naar Servette Genève waarmee hij in 1978 de beker wint en het jaar erop de dubbel pakt. Hij speelde er tot in 1980 en ging spelen bij Neuchâtel Xamax, in 1983 trekt hij al naar Martigny Sports. Hij sloot zijn carrière af met nog een seizoen bij Servette Genève.
Hij speelde twintig interlands voor Zwitserland waarin hij twee keer kon scoren.

## Erelijst
FC Sion
- Zwitserse voetbalbeker: 1974
- Challenge League: 1970

Servette Genève
- Landskampioen: 1979
- Zwitserse voetbalbeker: 1978, 1979